# Le Fléau (album)
Pour les articles homonymes, voir Le Fléau et Fléau.
Albums de Gims
Ceinture noire
(2018) Les Dernières Volontés de Mozart
(2022)
Singles
1. Yolo
Sortie : 28 août 2020
2. Immortel
Sortie : 25 septembre 2020
3. Origami
Sortie : 23 octobre 2020
4. Oro Jackson (feat. Gazo)
Sortie : 6 novembre 2020
5. Jusqu'ici tout va bien
Sortie : 6 novembre 2020
6. Sicario (feat. Heuss l'Enfoiré)
Sortie : 11 décembre 2020
7. GJS (feat. Jul et SCH)
Sortie : 5 avril 2021
8. Belle (feat. Dadju et Slimane)
Sortie : 5 avril 2021
9. Only You (feat. Dhurata Dora)
Sortie : 28 mai 2021
10. Prends ma main (feat. Vitaa)
Sortie : 8 octobre 2021

Le Fléau est le quatrième album du rappeur congolais Gims, sorti le 4 décembre 2020 sur les labels TF1 Musique et Play Two.
Une réédition intitulée Les Vestiges du fléau est publiée le 28 mai 2021 et une seconde, L'Empire de Méroé, est annoncée pour le 3 décembre 2021.

## Genèse
Durant le confinement, Gims annonce sur un live Instagram un album 100 % rap pour le mois d'octobre 2020.

## Historique
Le 28 août 2020, Gims publie sur les plateformes de streaming un nouveau titre intitulé Yolo. Le 2 septembre 2020, le clip vidéo de Yolo est publié. Le 21 septembre 2020, il poste une vidéo sur ces réseaux sociaux qui annonce le premier single de l'album intitulé Immortel pour le 25 septembre 2020. Ce même jour, Gims publie le premier single de son album intitulé Immortel, un son purement rap où l’on[Qui ?] retrouve un Gims de l’époque de la Sexion d’Assaut. À la fin du clip vidéo son nouvel album s'annonce pour le 6 novembre 2020.
Le 23 octobre 2020, il publie sur les plateformes de streaming un nouveau titre nommé Origami. une semaine après, la liste des titres est dévoilée, dans la journée, l'album complet fuite sur Internet soit une semaine avant sa sortie. Le 31 octobre 2020, selon certaines rumeurs[réf. souhaitée], c'est la raison pour laquelle l'album a été repoussé. Le 3 novembre 2020, par le biais de ses réseaux sociaux, Gims confirme le report de son album à cause de la pandémie de Covid-19 mais aucune date n'est annoncée.
Le 6 novembre 2020, il publie sur les plateformes de streaming un nouveau titre nommé Oro Jackson en collaboration avec Gazo ainsi que le titre nommé Jusqu'ici tout va bien, qui est également le générique de la nouvelle série de TF1, Ici tout commence. Le 7 novembre 2020, il sort le clip vidéo du titre Oro Jackson en collaboration avec Gazo. Le 10 novembre 2020, il publie le clip vidéo du titre Origami. L’album est prévu le 4 décembre 2020.
Le 2 décembre 2020, il dévoile la liste des titres de l’album avec 17 titres pour neuf collaborations parmi lesquelles figurent les rappeurs Vald, Kaaris, Heuss l'Enfoiré ou encore les révélations Leto, Bosh et Gazo. Le 3 décembre 2020, il sort le clip vidéo du titre Jusqu'ici tout va bien. Le 11 décembre 2020, il sort le clip vidéo du titre Sicario en collaboration avec Heuss l'Enfoiré. Le 5 avril 2021, il publie sur les plateformes de streaming un nouveau titre nommé GJS en collaboration avec Jul et SCH ainsi que le titre nommé Belle, en collaboration avec Dadju et Slimane. Le clip de Belle est sorti en fin de journée.
Le 28 avril 2021, Gims annonce la réédition de l’album qui s’intitule Les Vestiges du fléau qui sortira le 28 mai 2021. Le 19 mai 2021, il publie la liste des titres composée de dix morceaux dont huit collaborations et deux solos. Parmi les invités de la réédition, en plus de Jul, SCH, Dadju et Slimane, participent, notamment, des chanteurs internationaux tels que Mohamed Ramadan, le Rayvanny ainsi que la chanteuse Dhurata Dora. Le 28 mai 2021, le même jour que la sortie de la réédition, Gims sort le clip de Only You en collaboration avec Dhurata Dora,.
Le 8 octobre 2021, il sort un nouveau single en collaboration avec Vitaa nommé Prends ma main.
Le 4 novembre 2021, Gims annonce la deuxième réédition de l'album sur sa chaîne YouTube, titrée L'Empire de Méroé avec une date de sortie au 3 décembre.

## Liste des pistes
| Édition standard | Édition standard                | Édition standard               | Édition standard                           | Édition standard | Édition standard | Édition standard | Édition standard | Édition standard | Édition standard |
| No               | Titre                           | Auteur                         | Compositeur(s)                             | Durée            |                  |                  |                  |                  |                  |
| ---------------- | ------------------------------- | ------------------------------ | ------------------------------------------ | ---------------- | ---------------- | ---------------- | ---------------- | ---------------- | ---------------- |
| 1.               | Intro                           | Gims                           | Gims, Bugatti Beatz, Julien Collier, Patry | 1:31             |                  |                  |                  |                  |                  |
| 2.               | Immortel                        | Gims                           | Gims, Yalatif Beatz                        | 3:12             |                  |                  |                  |                  |                  |
| 3.               | Côté noir (feat. Leto)          | Gims, Leto                     | Takeshi-San                                | 3:51             |                  |                  |                  |                  |                  |
| 4.               | OATS (feat. Boumidjal X)        | Gims                           | Boumidjal X                                | 2:57             |                  |                  |                  |                  |                  |
| 5.               | Pendejo (feat. Bosh)            | Gims, Bosh                     | Boumidjal X                                | 3:20             |                  |                  |                  |                  |                  |
| 6.               | Origami (feat. X Nilo Virus)    | Gims, X Nilo Virus, Adja Dante | Gims, Boumidjal X                          | 3:36             |                  |                  |                  |                  |                  |
| 7.               | Yolo                            | Gims                           | Boumidjal X                                | 3:18             |                  |                  |                  |                  |                  |
| 8.               | Oro Jackson (feat. Gazo)        | Gims, Gazo                     | Gims, Boumidjal X                          | 3:00             |                  |                  |                  |                  |                  |
| 9.               | Twenny Twenny (feat. Tifyala)   | Gims                           | Gims, Yalatif Beatz                        | 2:40             |                  |                  |                  |                  |                  |
| 10.              | Og na Og                        | Gims                           | Gims, Boumidjal X                          | 2:51             |                  |                  |                  |                  |                  |
| 11.              | Sicario (feat. Heuss l'Enfoiré) | Gims, Heuss l'Enfoiré          | Gims, Bugatti Beatz                        | 3:39             |                  |                  |                  |                  |                  |
| 12.              | Jusqu'ici tout va bien          | Gims, Vitaa                    | Gims, Renaud Rebillaud                     | 3:55             |                  |                  |                  |                  |                  |
| 13.              | Jetez pas l'oeil (feat. Vald)   | Gims, Vald                     | Gims, Boumidjal X                          | 3:10             |                  |                  |                  |                  |                  |
| 14.              | Grosse Bleta (feat. Kaaris)     | Gims, Kaaris                   | Gims, Yalatif Beatz                        | 3:31             |                  |                  |                  |                  |                  |
| 15.              | Dans ma tête (feat. Jaekers)    | Gims, Jaekers                  | Gims, Fux, Bugatti Beatz                   | 3:09             |                  |                  |                  |                  |                  |
| 16.              | C’est comme ça                  | Gims                           | Gims, Boumidjal X                          | 3:07             |                  |                  |                  |                  |                  |
| 17.              | Thomas Shelby                   | Gims                           | Gims, Boumidjal X                          | 2:33             |                  |                  |                  |                  |                  |
| 50:00            |                                 |                                |                                            |                  |                  |                  |                  |                  |                  |

### Rééditions
| Les Vestiges du fléau | Les Vestiges du fléau                               | Les Vestiges du fléau             | Les Vestiges du fléau | Les Vestiges du fléau | Les Vestiges du fléau | Les Vestiges du fléau | Les Vestiges du fléau | Les Vestiges du fléau | Les Vestiges du fléau |
| No                    | Titre                                               | Auteur                            | Compositeur(s)        | Durée                 |                       |                       |                       |                       |                       |
| --------------------- | --------------------------------------------------- | --------------------------------- | --------------------- | --------------------- | --------------------- | --------------------- | --------------------- | --------------------- | --------------------- |
| 1.                    | GJS (feat. Jul & SCH)                               | Gims, Jul, SCH                    | Gims, Boumidjal X     | 4:08                  |                       |                       |                       |                       |                       |
| 2.                    | C’est quoi l’del (feat. Nekfeu)                     | Gims, Nekfeu                      | Loubensky             | 2:58                  |                       |                       |                       |                       |                       |
| 3.                    | Dévoilé (feat. Inso le Véritable)                   | Gims, Inso le Véritable           | Boumidjal X           | 3:29                  |                       |                       |                       |                       |                       |
| 4.                    | Ça fait mal (feat. Naza)                            | Gims, Naza                        | Boumidjal X           | 2:50                  |                       |                       |                       |                       |                       |
| 5.                    | C’est fini (feat. Mohamed Ramadan)                  | Gims, Mohamed Ramadan             | Yalatif Beatz         | 3:00                  |                       |                       |                       |                       |                       |
| 6.                    | Señorita (feat. Rayvanny)                           | Gims, Rayvanny                    | S2Kizzy               | 3:00                  |                       |                       |                       |                       |                       |
| 7.                    | Only You (feat. Dhurata Dora)                       | Gims, Dadju, Dhurata Dora         | Young Bouba, Fux      | 3:38                  |                       |                       |                       |                       |                       |
| 8.                    | Belle (feat. Dadju & Slimane)                       | Riccardo Cocciante, Luc Plamondon | Renaud Rebillaud      | 4:21                  |                       |                       |                       |                       |                       |
| 9.                    | Sans limite                                         | Gims                              | Renaud Rebillaud      | 3:40                  |                       |                       |                       |                       |                       |
| 10.                   | Dis-moi tout                                        | Gims                              | Renaud Rebillaud      | 3:34                  |                       |                       |                       |                       |                       |
| 11.                   | C'est fini - Arabic Version (feat. Mohamed Ramadan) | Gims, Mohamed Ramadan             | Yalatif Beatz         | 2:59                  |                       |                       |                       |                       |                       |
| 37:37                 |                                                     |                                   |                       |                       |                       |                       |                       |                       |                       |

| 1. | Prends ma main (en duo avec Vitaa) | Gims, Vitaa | Renaud Rebillaud    | 3:16 |
| 2. | Ma bébé                            | Gims        | Bugatti Beatz       | 2:17 |
| 3. | MG                                 | Gims        | Young Bouba, Tendry | 2:51 |
| 4. | Enfants de la patrie (feat. Naps)  | Gims, Naps  | Young Bouba         | 2:44 |
| 5. | Dayé                               | Gims        | Yalatif Beatz       | 2:55 |

## Clips vidéo
- Yolo : 2 septembre 2020
- Immortel : 25 septembre 2020
- Oro Jackson (feat. Gazo) : 10 novembre 2020
- Origami : 7 novembre 2020
- Jusqu'ici tout va bien : 3 décembre 2020
- Sicario (feat. Heuss l'Enfoiré) : 11 décembre 2020
- Belle (feat. Dadju et Slimane) : 5 avril 2021
- Only You (feat. Dhurata Dora) : 28 mai 2021
- Prends ma main (feat. Vitaa) : 19 novembre 2021
- Señorita (feat. Rayvanny) : 1 février 2023

## Classements et certifications
| Classement (2020)            | Meilleure place |
| ---------------------------- | --------------- |
| Belgique (Wallonie Ultratop) | 7               |
| France (SNEP)                | 3               |
| France (SNEP Physique)       | 3               |
| Suisse (Schweizer Hitparade) | 14              |

| Classements (2020)           | Position |
| ---------------------------- | -------- |
| France (SNEP)                | 32       |
| Classements (2021)           | Position |
| Belgique (Wallonie Ultratop) | 43       |
| France (SNEP)                | 29       |
| Classements (2022)           | Position |
| France (SNEP)                | 136      |

### Certifications et ventes
| Pays          | Certification | Unités  |
| ------------- | ------------- | ------- |
| France (SNEP) | 2 × Platine   | 200 000 |